# جيني لونغو
جيني لونغو (بالفرنسية: Jeannie Longo)‏ مواليد 31 أكتوبر 1958 في آنسي، هي متسابقة دراجات فرنسي. فاز 59 ببطولة فرنسا و 13 مرة ببطولة العالم. شاركت في دورة الألعاب الأولمبية الصيفية وفازت بميدالية أولمبية.

## سجل النتائج

### سباقات أو مراحل فازت بها
- بطولة العالم لسباق الدراجات على الطريق

## الميداليات
| الميدالية | المسابقة                       |
| --------- | ------------------------------ |
| ذهبية     | الألعاب الأولمبية الصيفية 1996 |
| فضية      | الألعاب الأولمبية الصيفية 1992 |
| فضية      | الألعاب الأولمبية الصيفية 1996 |
| برونزية   | الألعاب الأولمبية الصيفية 2000 |

## روابط خارجية
- جيني لونغو على موقع الاتحاد الدولي للدراجات (الإنجليزية)
- جيني لونغو على موقع أرشيف الدراجات (الإنجليزية)
- جيني لونغو على موقع إحصائيات الدراجات الإحترافية (الإنجليزية)
- جيني لونغو على موقع CycleBase (الإنجليزية)
- جيني لونغو على موقع اللجنة الأولمبية الدولية (الإنجليزية)
- جيني لونغو على موقع أوليمبيديا (الإنجليزية)
- جيني لونغو على موقع اللجنة الأولمبية الفرنسية (مؤرشف) (الفرنسية)